# Иден, Энтони
Роберт Энтони И́ден, 1-й граф Эйвон (англ.  Robert Anthony Eden, 1st Earl of Avon, 12 июня 1897[…], Дарем — 14 января 1977[…], Поместье Алведистон, Уилтшир) — британский государственный деятель, член консервативной партии Великобритании. В 1935—1938 (кабинет Болдуина), в 1940—1945 (военное правительство Черчилля) и в 1951—1955 — министр иностранных дел, в 1951—1955 — заместитель премьер-министра, в 1955—1957 — премьер-министр Великобритании. Он один из первых рассказал всему миру о планах нацистов уничтожить всех европейских евреев. Ему принадлежит заслуга в спасении нескольких сотен тысяч евреев от Холокоста.

## Биография
Третий из четырех сыновей в аристократической семье: его прапрадедом был Роберт, 1-й баронет Иден-Мэрилендский — брат барона Окленда.
Вступил добровольцем в британскую армию в начале Первой мировой войны, участвовал в боевых действиях на территории Франции. Был награждён Военным крестом. На войне погибли его старший брат Джон в 1914-м и младший брат Николас в Ютландском сражении. Титул баронета, имение и состояние унаследовал второй по старшинству брат, Тимоти. 
В 1919—1922 годах студент факультета восточных языков в Оксфорде, окончил его с отличием.
С 1945 по 1973 годы занимал пост ректора Бирмингемского университета.

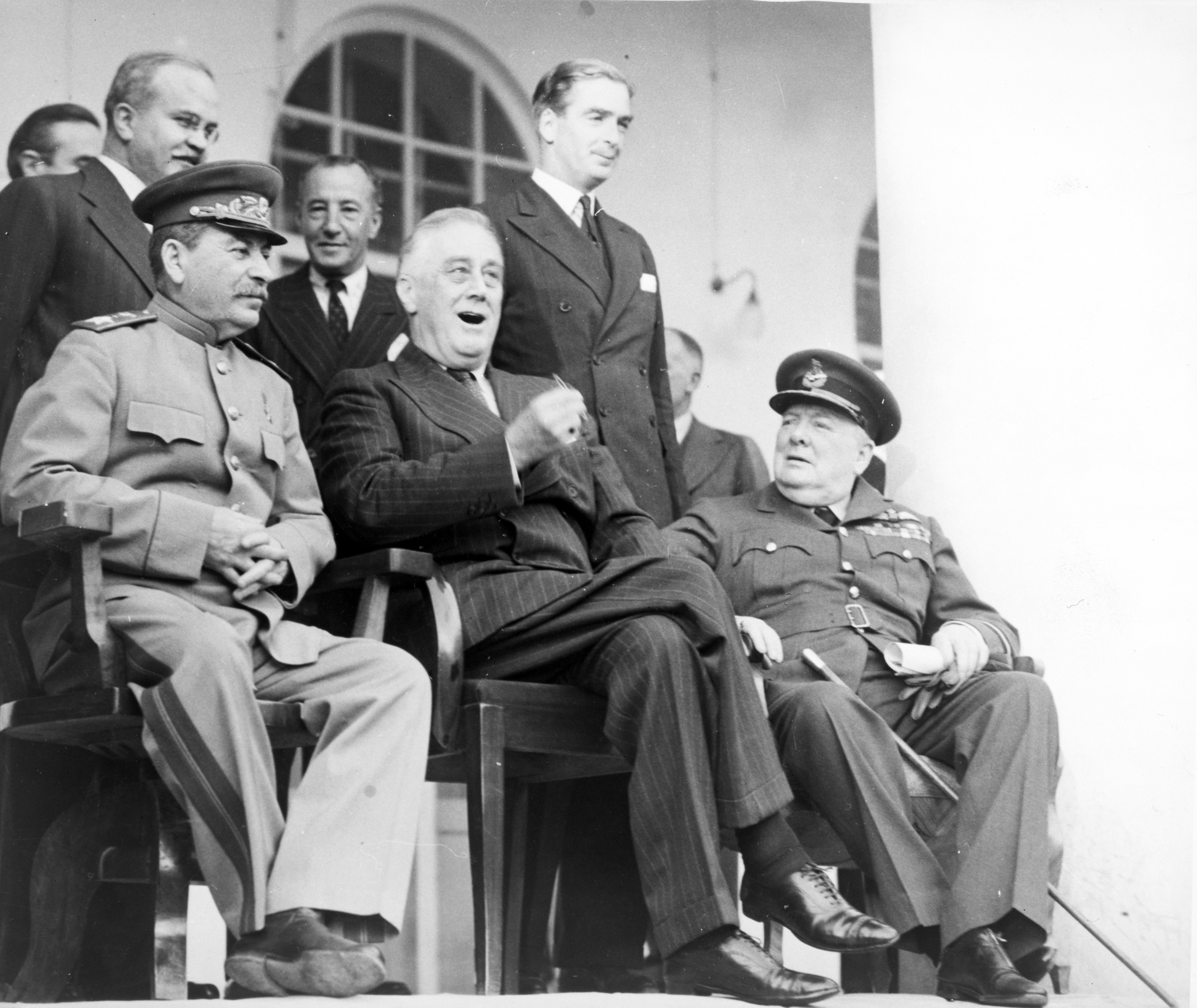
Э. Иден на Тегеранской конференции стоит за спиной У. Черчилля

В 1961 году получил титул графа.

### Политическая карьера
В 1923—1957 годах — депутат Палаты общин.
В 1935—1938 годах (кабинет Болдуина) — министр иностранных дел. Ушёл в отставку с поста министра иностранных дел кабинета Чемберлена 20 февраля 1938 года из-за несогласия с проводимой премьер-министром политикой «умиротворения» по отношению к Италии и Германии.
Занимал пост министра иностранных дел в военном правительстве Черчилля (1940—1945), считался преемником Черчилля, однако проявил себя прежде всего как министр иностранных дел в войне. В 1942—1945 годах — лидер Палаты общин.
После победы лейбористов на выборах в июле 1945 года — заместитель лидера оппозиции.
В 1951—1955 годах — министр иностранных дел и заместитель премьер-министра.
После отставки Черчилля в 1955 году назначен премьер-министром. Его премьерство оказалось кратковременным и неудачным, как с внешнеполитической (Суэцкий кризис 1956, закончившийся для Великобритании катастрофически), так и с внутриполитической точки зрения (ему пришлось уйти в отставку после массовых выступлений населения и уступить лидерство в партии Макмиллану).

## Киновоплощения
- Клив Морган — «Миссия в Москву» (США, 1943)
- Паул Буткевич — «Победа» (СССР, 1985)
- Джереми Нортэм — «Корона» (США, Великобритания, 2016)
- Самуэль Вест — «Тёмные времена» (Великобритания, 2017)

## Комментарии
1. ↑  «Черчилль советовал королю Георгу VI в случае его, Черчилля, смерти назначить на пост премьер-министра Идена как самого способного из членов правительства»[12].